# Архиепископия на православните руски църкви в Западна Европа
Архиепископията на православните руски църкви в Западна Европа (на руски: Архиепископия православных русских церквей в Западной Европе; на френски: Archevêché des églises russes en Europe occidentale) е епархия със специален статут в състава на Руската православна църква с център в Париж и енории в няколко западноевропейски държави, главно във Франция.

## Преобразуване
На 27 ноември 2018 г. Синодът на Вселенската патриаршия приема решение за закриване на Архиепископията и за интегриране на нейните енории в митрополиите на Патриаршията.
На 23 февруари 2019 г. в Париж под председателството на архиепископ Йоан (Ренето) на извънредно общо събрание на Архиепископията, в което участват членовете на клира и избрани миряни като представители на енории и общини, 191 души от 206 присъстващи гласуват против разпускането на Архиепископията и за запазването ѝ като единна църковна структура. Не е взето решение за избор на юрисдикция. Продължава богослужебното споменаване на константинополския патриарх като архиепископ.
На 7 октомври 2019 г. Свтият синод на Руската православна църква - Московска патриаршия постановява: „Да се потвърди приемане в юрисдикцията на Московския патриархат в състава на Архиепископията на клириците и енориите, изразили такова желание“.. Съгласно заявление на архиепископ Йоан (Ренето) за агенция ТАСС се очаква, представители на Архиепископията да пристигнат в Москва за подписване на документ за приемане в юрисдикцията РПЦ на 3 ноември 2019 г.